# Kampfgeschwader 76
A Kampfgeschwader 76 foi uma unidade de bombardeiros da Luftwaffe durante a Segunda Guerra Mundial.

## Geschwaderkommodoren
| Comandante                   | Data                                             |
| ---------------------------- | ------------------------------------------------ |
| Oberst Paul Schultheiss      | 1 de Maio de 1939 - 15 de Novembro de 1939       |
| Oberst Stefan Fröhlich       | 17 de Novembro de 1939 - 19 de Fevereiro de 1941 |
| Oberst Ernst Bormann         | 26 de Fevereiro de 1941 - 7 de Janeiro de 1943   |
| Major Wilhelm von Friedeburg | Janeiro de 1943 - 1943                           |
| Obstlt Rudolf Hallensleben   | 1943 - 31 de Maio de 1944                        |
| Oberst Walter Storp          | 14 de Junho de 1944 - 1 de Novembro de 1944      |
| Obstlt Robert Kowalewski     | Novembro de 1944 - Maio de 1945                  |

## Stab
Formado no dia 1 de Maio de 1939 em Wiener-Neustadt a partir do Stab/KG158. Um Stabs-Staffel existiu entre Abril de 1940 - Maio de 1945.
Ficou conhecido como Gefechtsverband Bormann entre Novembro de 1941 até Abril de 1942, cenquanto controlava partes do kg 54, kg 76 e kg 77.
Ficou conhecido como Gefechtsverband Kowalewski entre Fevereiro de 1945 até Abril de 1945, controlando o I. e II./kg 51, II. e III./KG76, e partes do NSGr.1, NSGr.2 e NSGr.20.

## I. Gruppe

### Gruppenkommandeure
- Oberst Stefan Fröhlich, 1 de Maio de 1939 - 14 de Novembro de 1939
- Maj Ludwig Schulz, Novembro de 1939 - 2 de Junho de 1940
- Hptm Lindeiner, Junho de 1940 -
- Hptm Robert von Sichart, 1941 - 23 de Junho de 1941
- Hptm Hanns Heise, 1942

Formado em 1 de Maio de 1939 em Wiener-Neustadt a partir do I./kg 158:
- Stab I./KG76 a partir do Stab I./KG158
- 1./KG76 a partir do 1./KG158
- 2./KG76 a partir do 2./KG158
- 3./KG76 a partir do 3./KG158

Acabou sendo dispensado em Junho de 1944.

## II. Gruppe

### Gruppenkommandeure
- Maj Hill, 1940
- Maj Möricke, 1940
- Maj Walter Storp, 31 de Agosto de 1940 - 31 de Março de 1941
- Hptm Volprecht Riedesel Freiherr zu Eisenbach, Abril de 1941 - 31 Janeiro de 1943
- Maj Siegfried Geisler, 1944 - 45

Formado em 1 de Janeiro de 1940 em Wels com:
- Stab II./KG76 novo
- 4./KG76 novo
- 5./KG76 novo
- 6./KG76 novo

No dia 9 de Julho de 1940 foi redesignado III./St.G.77:
- Stab II./KG76 se tornou Stab III./St.G.77
- 4./KG76 se tornou 7./St.G.77
- 5./KG76 se tornou 8./St.G.77
- 6./KG76 se tornou 9./St.G.77

Foi reformado no mesmo dia em Creil a partir do III./kg 28 com:
- Stab II./KG76 a partir do Stab III./KG28
- 4./KG76 a partir do 7./KG28
- 5./KG76 a partir do 8./KG28
- 6./KG76 a partir do 9./KG28

## III. Gruppe

### Gruppenkommandeure
- Obstlt Zach, 1 de Maio de 1939 - Agosto de 1939
- Maj Hans Hofmann, 26 de Agosto de 1939 - 25 de Fevereiro de 1940
- Maj Franz Reuss, 26 de Fevereiro de 1940 - 15 de Outubro de 1940
- Maj von Benda, 1941
- Hptm Heinrich Schweikhardt,? - 9 de Janeiro de 1943
- Hptm Anton Stadler, Janeiro de 1943 - 29 de Abril de 1943
- Maj Hans-Georg Bätcher, 6 de Dezembro de 1944 - Maio de 1945

Formado em 1 de Maio de 1939 em Wels a partir do III./kg 158 com:
- Stab III./KG76 a partir do Stab III./KG158
- 7./KG76 a partir do 7./KG158
- 8./KG76 a partir do 8./KG158
- 9./KG76 a partir do 9./KG158

O 9./KG76 utilizou alguns Ju 88C em 1942/1943.

## IV. Gruppe

### Gruppenkommandeure
- Hptm Gerhard Kröchel, 18 de Julho de 1940 - Março de 1942
- Hptm Hans Heise, Março de 1942 - 8 de Maio de 1943
- Maj Günter Beyer, 9 de Maio de 1943 - Maio de 1944
- Maj Karl-Hermann Millahn, 24 de Junho de 1944 - 31 de Dezembro de 1944

Formado em 18 de Julho de 1940 em Beaumont-le-Roger como Ergänzungsstaffel/KG76.
No mes de Março de 1941 foi adicionado ao Gruppe, agora sendo IV./KG76 com:
- Stab IV./KG76 novo
- 10./KG76 a partir do Erg.Sta./KG76
- 11./KG76 novo
- 12./KG76 novo

No dia 25 de Dezembro de 1944 foi redesignado III./EKG1:
- Stab IV./KG76 se tornou Stab III./EKG1
- 10./KG76 se tornou 9./EKG1
- 11./KG76 se tornou 10./EKG1
- 12./KG76 se tornou 11./EKG1